# ペギー・カーク・ベル
マーガレット・アン・"ペギー"・カーク・ベル（1921年10月28日 - 2016年11月23日）は、アメリカ合衆国のプロゴルファー、ゴルフインストラクター。2019年、生涯功労賞のカテゴリで世界ゴルフ殿堂に選出された。

## 来歴
オハイオ州フィンドレーで生まれ、17歳でゴルフを始め、直ぐに多くのタイトルを獲得した。ロリンズ・カレッジでゴルフをプレーし、カッパ・カッパ・ガンマのメンバーであった。プロツアーが整備される以前の1940年代に、女性アマチュアゴルフトーナメントのツアーを行ない、オハイオアマチュアを3回、1949年のタイトルホルダーズ選手権とノースアンドサウス女子アマチュアゴルフ選手権を獲得した。 1950年のカーティスカップアメリカ合衆国代表チームのメンバーでもあった。
当時、彼女はペギー・カークとしてプレーしていた。1953年、高校時代からの恋人であったウォーレン・"バレット"・ベルと結婚してからはペギー・カーク・ベルとしてプレーした。ウォーレンは実業家に転身する以前はフォートウェイン・ピストンズのプロバスケットボール・プレイヤーであった。ウォーレンは1984年に亡くなった。
1990年、ゴルフにおける卓越したスポーツマンシップが認められ、全米ゴルフ協会から与えられる最高の栄誉であるボブジョーンズ賞に選出された。2002年、世界ゴルフ指導者殿堂に選ばれた最初の女性となった。
ベルはノースカロライナ州サザンパインズにあるパインズ・ニードルズ・リゾートを所有していた。長女のボニーは、元PGAツアーメンバーのパット・マクゴーワンと結婚した。2016年11月、95歳で死去。

## メジャー選手権

### 優勝 (1回)
| 年     | 選手権                   | 優勝スコア           | ストローク差 | 2位の選手                                    |
| ------ | ------------------------ | -------------------- | ------------ | -------------------------------------------- |
| 1949年 | タイトルホルダーズ選手権 | −1 (76-75-76-72=299) | 2打差        | パティー・バーグ、 ドロシー・カービー (アマ) |

## 団体戦
アマ
- カーティスカップ (アメリカ合衆国代表): 1950年 (勝利)